# 팔진트리

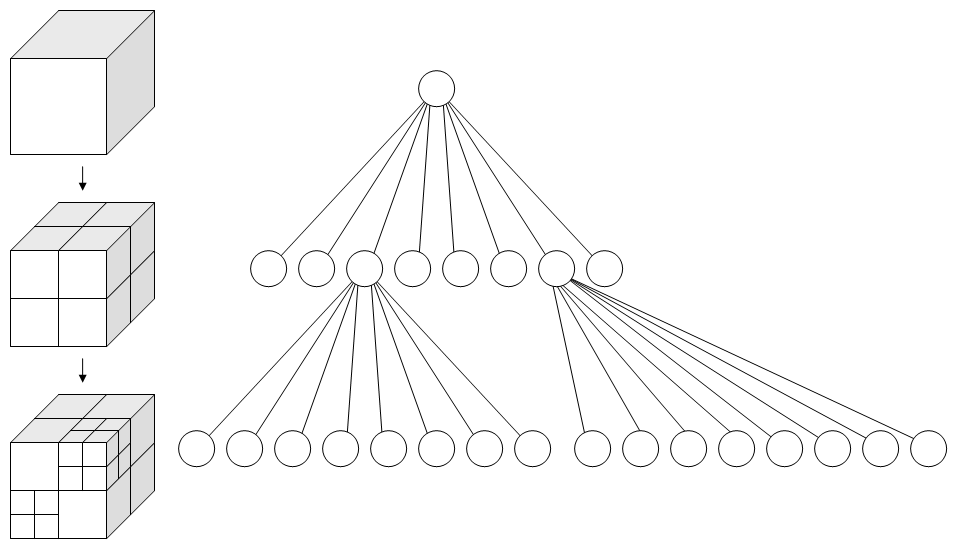
왼쪽: 하나의 큐브를 여덟개로 나누어 가는 모양. 오른쪽: 이것을 Octree로 나타낸 것.

팔진트리(八進 tree)는 하나의 중간 노드가 여덟개의 자식노드를 가지는 트리 자료구조로, 옥트리(Octree)라고도 한다. 팔진트리는 삼차원 공간을 재귀적으로 분할하는 경우에 자주쓰인다. 이것은 사진트리(Quadtree)의 삼차원 확장이라고 할 수 있다. 영어 옥트리는 여덟을 뜻하는 oct에 tree를 붙인모양이다.

## 같이 보기
- 이진 공간 분할법
- 오거 (게임 엔진)
- 복셀